# セイスモサウルス (ゾイド)
セイスモサウルス（SEISMOSAURUS）はタカラトミー（旧トミー）より発売されている『ゾイド』シリーズに登場する架空の兵器。

## 概要
セイスモサウルスは『ゾイド』シリーズにおいて、第2期シリーズ（1999～2006年）において登場。玩具商品は2003年に発売され、同作の各種メディアミックスで登場した。
玩具商品（キット）は『ゾイド』シリーズの20周年アイテムとして発売された。トミー（現タカラトミー）の田島豊はインタビューに際し、2002年に開催された恐竜博の展示物から企画の発想を得たと語っている。

## 設定解説
| セイスモサウルス SEISMO SAURUS | セイスモサウルス SEISMO SAURUS |
| ------------------------------ | --- |
| 番号                           | EZ-069 |
| 所属                           | ネオゼネバス帝国 ガイロス帝国（フルメタルクラッシュ） |
| 分類                           | セイスモサウルス型 |
| 全長                           | 53.5m |
| 全高                           | 10.9m |
| 重量                           | 198t |
| 最高速度                       | 70km/h |
| 乗員人数                       | 3名 |
| 武装                           | 超集束荷電粒子砲（ゼネバス砲） 荷電粒子強制吸収ファン キラーバイトファング 地対空8連ビーム砲（セイスモ8連砲） 2連銃座式ビーム砲×2 加重力衝撃テイル 小口径2連レーザー機銃×31 |

かつての栄光を知るネオゼネバスの上級将校はガイロス帝国の技術を用いらない純粋なネオゼネバス製新型ゾイドを切望した。これを受け、技術陣は当初、デスザウラーをベースとした新型機の開発に着手していたが、開発の最中でゴジュラスギガがロールアウトされる。強大な格闘能力と荷電粒子砲さえ防ぐEシールドからデスザウラーを凌駕するゴジュラスギガにより、ネオゼネバスはその勢力圏を次々と失う事態に追い込まれたことから、ゴジュラスギガに対抗するというコンセプトを盛り込み、予定を変更。ゴジュラスギガの特化した格闘能力全てを無力化する「デスザウラー長距離砲タイプ」の構想がスタートした。当初はデスザウラーやホエールキングの野生体も開発ベースの候補にあがったが、粒子砲発射に耐えうる強靭な耐久力かつエネルギー伝達能力に優れたゾイドコアも有した雷竜型野生体を採用し、ZAC2106年夏に完成した。
格闘能力も高く、パワーではゴジュラスギガに劣るものの、低速状態のライガーゼロフェニックスを凌駕する。また、その装甲強度はライガーゼロの攻撃を受け付けない頑強さを誇る。
さらにはブロックスとの融合マウントを持ち、装甲・兵装の強化のみならずゾイドコアとのリンクによる基本パワーの向上も可能。護衛用キメラであるシザーストーム、レーザーストームと合体した「アルティメットセイスモ」、スティルアーマーと合体した「ベルセルクセイスモ」という形態も存在する。

### 武装
超集束荷電粒子砲（ゼネバス砲）
口腔内に装備する。雷竜型野生体の長い体をそのまま粒子加速器および砲身とすることで荷電粒子ビームを集中させ、拡散による威力の低下を克服している。そのため、面での広域放射を行う従来の荷電粒子砲よりも大幅に射程が長く、さらに威力を一点に全集中することでレーダー圏外からでもゴジュラスギガの古代チタニウム装甲を一撃で貫くことができる。
この遠距離精密射撃によって相手の反撃を許さず、一方的に攻撃を加えて駆逐する戦法が可能になった。
荷電粒子強制吸収ファン
デスザウラー最大の弱点であった荷電粒子吸入ファンは、攻撃されにくくするため腹部に設置されている。
キラーバイトファング
牙部の装備。
地対空8連ビーム砲（セイスモ8連砲）
背部に装備される。
2連銃座式ビーム砲
背部に2基装備する。砲手が搭乗する銃座となっている。
加重力衝撃テイル
セイスモサウルスの尾部。格闘戦用の装備であり、長い尾によって敵機を締め付けることも可能。
小口径2連レーザー機銃
機体各部に計31基設置される。至近戦闘においてはシャワーのように荷電粒子ビームを放つことも可能で、小型・軽装ゾイドの部隊ならばこれで容易に制圧できる。

## キット
最新の竜脚類の考証に合わせた尾を地面から離したデザインで、「ゾイド史上最長」という謳い文句通り、頭部先端から尾の先までの全長は約70cm近くに達するが、ボディサイズ自体は大型ゾイドと大差無い。
単三電池1本で動き、連動で首と尾と首の付け根の機銃とを左右に振りながら前進する。足の蹄は地面を踏み締めるとそれに合わせて開閉する。ディスプレイスタンドが設けられており、そのスタンドに乗せたまま動かすこともできる。後の古代虎型ゾイドのような専用ベーススタンドが付いた初めてのゾイドでもある。
口のキラーバイトファングは手動で開閉し、左右のアームも動く。首と尾の小砲塔類も旋回でき、機体中央部にブロックスジョイントがある。首はベルセルク時に備えて外すこともできる。説明書に書いてある通り、各種ブロックスとの合体によりアルティメットセイスモやベルセルクセイスモにできるが、パーツの重みで動きが若干鈍る。
EZ-069 セイスモサウルス
2003年7月発売。
FZ-022 アルティメットセイスモ
2004年11月発売。カラーリングをブラック系に変更されたセイスモ本体のほか、同じくカラーを変えたシザーストーム、レーザーストーム、スティルアーマーが1体ずつ入った同梱セットとして発売され、パッケージ表記も合体前からアルティメットセイスモとされているのが特徴。
ブルーセイスモサウルス
イベント・改造コンテスト限定品として青いカラーのセイスモサウルス

## 作中での活躍
バトルストーリー
ZAC2106年の戦いにおいて初登場。バスターイーグル、ゴルヘックス、アロザウラー、ゴジュラスギガ、レオストライカーといった機体群を超長距離砲撃で撃破し、前線に進軍。レオストライカーを31門レーザーからの荷電粒子ビームで掃討したあと、アルティメットセイスモに合体しゴジュラスギガと対峙、これを撃破。ネオゼネバスの中央大陸完全制圧に寄与した。
ZAC2107年、共和国軍のキマイラ要塞攻略戦で出撃。要塞内部に侵入しようとしていたゴジュラスギガ2機をゼネバス砲によって撃破し、ライガーゼロフェニックス部隊の半数を壊滅させるなど圧倒的な活躍をするものの、そこに現れた凱龍輝によってゼネバス砲を吸収され、後続の共和国軍の到着によってエナジーライガーに守られながら撤退した。
ZAC2108年の戦いではマウントアーサ要塞陥落後の戦いで反撃に用いられる。幾つかのディメトロプテラを薙ぎ払うも、このころより「砲撃前にあらかじめ配置された電子戦ゾイドが射撃ポイントを伝える必要性があるため、電波妨害されると正確な照準が定められなくなる」という弱点を露呈している。
ZAC2109年早春、共和国軍のヘリックシティ奪還の最終決戦では量産された機体が防衛線を敷き共和国軍を迎撃した。しかしディメトロプテラのジャミング能力によって超長距離精密射撃を封じられたために共和国軍に肉薄され、凱龍輝とゴジュラスギガの連携攻撃に撃破された。

## ゲーム
GCソフト「ゾイドフルメタルクラッシュ」ストーリーモードではガイロス帝国第53独立部隊の旗艦ゾイドとして登場。
アーケードゲーム『ゾイドインフィニティ』では巨大ボスとして出演。
2003年3月に発売されたジーニアスウルフ付属携帯ゲーム「バトルブロックス」においては、セイスモサウルス発売に先駆けてセイスモサウルスに類似した「プロトサウルス」なるゾイドが出場。全ゾイドのヘッドパーツを8個ずつ入手することで使用可能となる隠しキャラで「AZガン」「バイトファング」「スマッシュテイル」「プロトアタック」「プロトマックス」というSPアタック（必殺技）を持つ。

## バリエーション

### アルティメットセイスモ
| アルティメットセイスモ ULTIMATE SEISMO | アルティメットセイスモ ULTIMATE SEISMO |
| -------------------------------------- | --- |
| 所属                                   | ネオゼネバス帝国 |
| 分類                                   | セイスモサウルス/キメラ型 |
| 全長                                   | 53.5m |
| 重量                                   | 247t |
| 最高速度                               | 50km/h |
| 武装・装備                             | 超集束荷電粒子砲（ゼネバス砲） 荷電粒子強制吸収ファン キラーバイトファング 地対空8連ビーム砲（セイスモ8連砲） 加重力衝撃テイル 小口径2連レーザー機銃×31 クレセントレーザー砲 レーザーホーン ストームガトリング×2 3連ショックキャノン×8 エレクトロスパイン×8 チェーンシザー |

セイスモサウルスがシザーストームおよびレーザーストームとチェンジマイズした形態。媒体によっては後述の砲撃戦仕様、格闘戦仕様と区別するためアルティメットセイスモ（重装備タイプ）とも呼称される。この形態でも充実した装備によりゴジュラスギガと互角の至近戦闘能力を有し、各装備で牽制しつつ0距離でゼネバス砲を撃つ戦法を得意とする。背部にストームガトリングと3連ショックキャノンを複数装備、胴体両側面にはそれぞれクレセントレーザーとチェーンシザーを配する。
作中の活躍
ZAC2106年の戦いにおいてゴジュラスギガと激突。バスターキャノンを受け付けない頑強さを見せ、至近距離によるゼネバス砲の攻撃によりゾイドコアを貫き、勝利している。

### ベルセルクセイスモ
| ベルセルクセイスモ BERSERK SEISMO | ベルセルクセイスモ BERSERK SEISMO |
| --------------------------------- | --- |
| 所属                              | ネオゼネバス帝国 |
| 分類                              | セイスモサウルス/キメラ型 |
| 全長                              | 53.5m |
| 重量                              | 223t |
| 最高速度                          | 60km/h |
| 武装・装備                        | 超集束荷電粒子砲（ゼネバス砲） 荷電粒子強制吸収ファン キラーバイトファング 地対空8連ビーム砲（セイスモ8連砲） 2連銃座式ビーム砲×2 加重力衝撃テイル 小口径2連レーザー機銃×31 ソードレールキャノン スティルシールド ストロングアーマー×2 |

セイスモサウルスがスティルアーマーとチェンジマイズした格闘戦形態。頭部にブロックスを介してスティルシールドを装着し、胴体両側のサイドアームアタッチメントにはストロングアーマー、背部にはソードレールキャノンを搭載している。組み替えパターンは二通りあり、ソードレールキャノンは上のビーム銃座と換装するタイプと首の付け根にあるアタッチメントに装着するタイプがある。

### アルティメットセイスモ砲撃戦仕様
| アルティメットセイスモ砲撃戦仕様 | アルティメットセイスモ砲撃戦仕様 |
| -------------------------------- | -------------------------------- |
| 所属                             | ネオゼネバス帝国                 |

月刊コロコロコミック誌2003年8月号に掲載されたセイスモのチェンジマイズバリエーションの一つ。背部両側には両ストームのストームガトリング、さらに本体上部にスティルアーマーのソードレールキャノンと3連ショックキャノンを組み合わせたユニットを搭載する。合体するレーザーストーム、シザーストーム、スティルアーマーの武装においてクレセントレーザー以外の全ての射撃系武器を装着している。あらゆるレンジの砲撃に対応するための形態。

### アルティメットセイスモ格闘戦仕様
| アルティメットセイスモ格闘戦仕様 | アルティメットセイスモ格闘戦仕様 |
| -------------------------------- | -------------------------------- |
| 所属                             | ネオゼネバス帝国                 |

月刊コロコロコミック誌2003年8月号に掲載されたセイスモのチェンジマイズバリエーションの一つ。頭部にはブロックスを介してストーム機の脚部とクレセントレーザー、首の付け根にはスティルシールド、背部両側にはソードレールキャノンとチェーンシザーを装備する。その格闘戦能力はゴジュラスギガを凌駕する。

### セイスモサウルスRSS
| セイスモサウルスRSS                    | セイスモサウルスRSS |
| -------------------------------------- | --- |
| 所属                                   | リヒタースケール |
| 分類                                   | セイスモサウルス型 |
| 武装                                   | 超集束荷電粒子砲（ゼネバス砲） 荷電粒子強制吸収ファン キラーバイトファング 地対空8連ビーム砲（セイスモ8連砲） 2連銃座式ビーム砲×2 加重力衝撃テイル 小口径2連レーザー機銃×31                                                            |
| 搭乗者                                 | アルファ・リヒター リュック リヒタースケールメンバー多数 |
| アルティメットセイスモ ULTIMATE SEISMO | |
| 番号                                   | FZ-022(フューザーズ) |
| 所属                                   | リヒタースケール(フューザーズ) |
| 分類                                   | セイスモサウルス/キメラ型 |
| 全長                                   | 53.5m |
| 全高                                   | 14.4m |
| 重量                                   | 223.0t |
| 最高速度                               | 70km/h |
| 武装・装備                             | 超集束荷電粒子砲（ゼネバス砲） 荷電粒子強制吸収ファン キラーバイトファング 地対空8連ビーム砲（セイスモ8連砲） 加重力衝撃テイル 小口径2連レーザー機銃×31 クレセントレーザー砲 ストームガトリング×2 3連ショックキャノン×8 チェーンシザー |
| ベルセルクセイスモ BERSERK SEISMO      | |
| 所属                                   | リヒタースケール(フューザーズ) |
| 分類                                   | セイスモサウルス/キメラ型 |
| 武装・装備                             | 超集束荷電粒子砲（ゼネバス砲） 荷電粒子強制吸収ファン キラーバイトファング 地対空8連ビーム砲（セイスモ8連砲） 2連銃座式ビーム砲×2 加重力衝撃テイル 小口径2連レーザー機銃×31 ソードレールキャノン スティルシールド ストロングアーマー×2 |
| 搭乗者                                 | アルファ・リヒター リュック リヒタースケールメンバー多数 マービス |

白いアーマー部分が黒に変更されたセイスモサウルス。フューザーズに登場したのはこの機体である。EZ-069セイスモサウルスのパッケージにも同カラーのバリエーションが存在する。武装の変更点は無い。ただし、アニメ『ゾイドフューザーズ』作中では、設定よりも遥かに巨大なゾイドとして描かれており、グラビティーゾイド1機やブレードライガーと小口径レーザー機銃の砲塔がほぼ同サイズとなっている。
なお、この機体と合体するために通常機よりも巨大化したレーザーストームとシザーストームが個別に用意されている。
作中の活躍
アニメ
アニメ『ゾイドフューザーズ』において秘密結社“リヒタースケール”が世界制覇実現のために用いた決戦用旗艦ゾイドにして、同作の最終ボスとして登場。第16話からマトリクスドラゴンに代わりOPのラストに登場する。
「オペレーション・ジェネシス」計画の一環で「究極のゾイド」を作り上げることを目的としたリヒタースケールは、ライガーゼロをベースにピアーズ博士がエナジーシステムにより無限の力を得るエナジーライガーを、またリヒターらがバーサークフューラーをベースに凱龍輝を作り上げ、さらにこれら2体を野放しにしてRDのライガーゼロファルコンを含めた戦闘データを収集することで、セイスモサウルスを完成させた。
第23話にて脱走したガミーのゴジュラスギガの眼前に初めてその姿を現し、ゴジュラスギガを2連想レーザーの一撃で仕留め、ブルーシティの住民にその脅威的な戦闘能力と姿を見せつける。最終決戦では、ブルーシティ開放のためレジスタンスとなったRDとブレードをはじめとするZiファイターたちが終結したエメラルドハーバーに、組織の首魁であるアルファ・リヒター自ら座乗して配下のキメラブロックス軍団を率いて立ちはだかる。
砲撃形態（アルティメット）では2連想レーザーの一方向一斉発射による巨大レーザー攻撃や、背部のストームガトリングを含む砲撃でZiファイターたちを圧倒していくが、マスクマンらの増援により数で圧され、ユニゾンゾイド特有の弱点であるパーツの接続部への集中攻撃でユニゾンが解除される。後に到着したスティルアーマーとユニゾンし格闘形態（ベルセルク）へとなり、パーツの接続部への集中攻撃をものともしない頑丈さを誇示、さらにソードレールキャノンや自身の巨体で次々とゾイドを戦闘不能にしていく。残ったライガーゼロファルコン、凱龍輝にゼネバス砲を発射するも、2体のコンビネーションでゼネバス砲を停止させられ、最後は他のゾイドたちとの共振現象により限界以上の力を発揮し金色に輝くゼロファルコンのストライクレーザーランスで身体を貫かれて撃破された。
『ゾイドジェネシス』のオープニングアバンに確認できるが、本編には登場しなかった。
ゲーム
ZOIDS.VS IIIに登場。隠し機体にされているのでCPUが使用してくることは無い。

### セイスモドラゴン
FZ-022アルティメットセイスモに掲載されたユニゾンバリエーション。セイスモサウルスにキメラドラゴンのパーツを取り付けている。

### ブルーセイスモサウルス
『ゾイドタクティクス』に登場。青色の機体カラーとなっているが、ノーマルとの性能差はない。